# Bronjong
Bronjong is een bestuurslaag in het regentschap Lamongan van de provincie Oost-Java, Indonesië. Bronjong telt 1756 inwoners (volkstelling 2010).